# Santuario dell'Immacolata Concezione (Frattamaggiore)
Il santuario dell'Immacolata Concezione è un luogo di culto cattolico del comune italiano di Frattamaggiore  nella città metropolitana di Napoli.
La chiesa venne edificata a partire dall'aprile 1855; epoca in cui i due sacerdoti Giovanni Micillo e Stefano Spena fecero demolire l'antica cappella dell'Agnolo che occupava lo stesso sito (nell'odierna via Roma) dall'inizio del XIV secolo. Una colletta popolare, organizzata dai sacerdoti frattesi, l'intervento economico deliberato il 17 giugno 1860 dall'amministrazione comunale, insieme alle spese in proprio di alcune famiglie, e l'opera della antica congrega dell'Immacolata furono alla base dell'edificazione del tempio. Il santuario è situato nel territorio parrocchiale della basilica di San Sossio Levita e Martire
Il santuario è stato arricchito nel 1915 di un interessante coro ligneo opera dell'ebanista Raffaele Mazzotta (1889-1972)